# Noordoosterlocaalspoorweg-Maatschappij

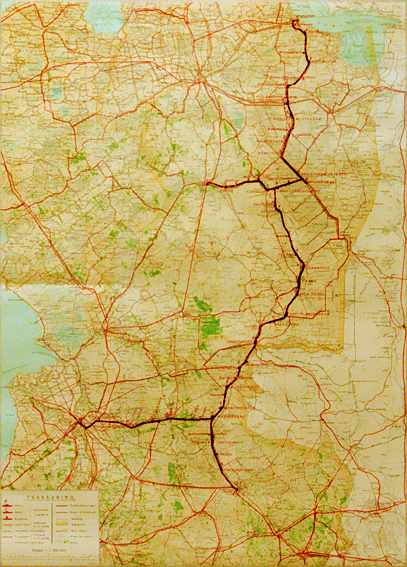
Kaart met in het zwart de lijnen van de NOLS

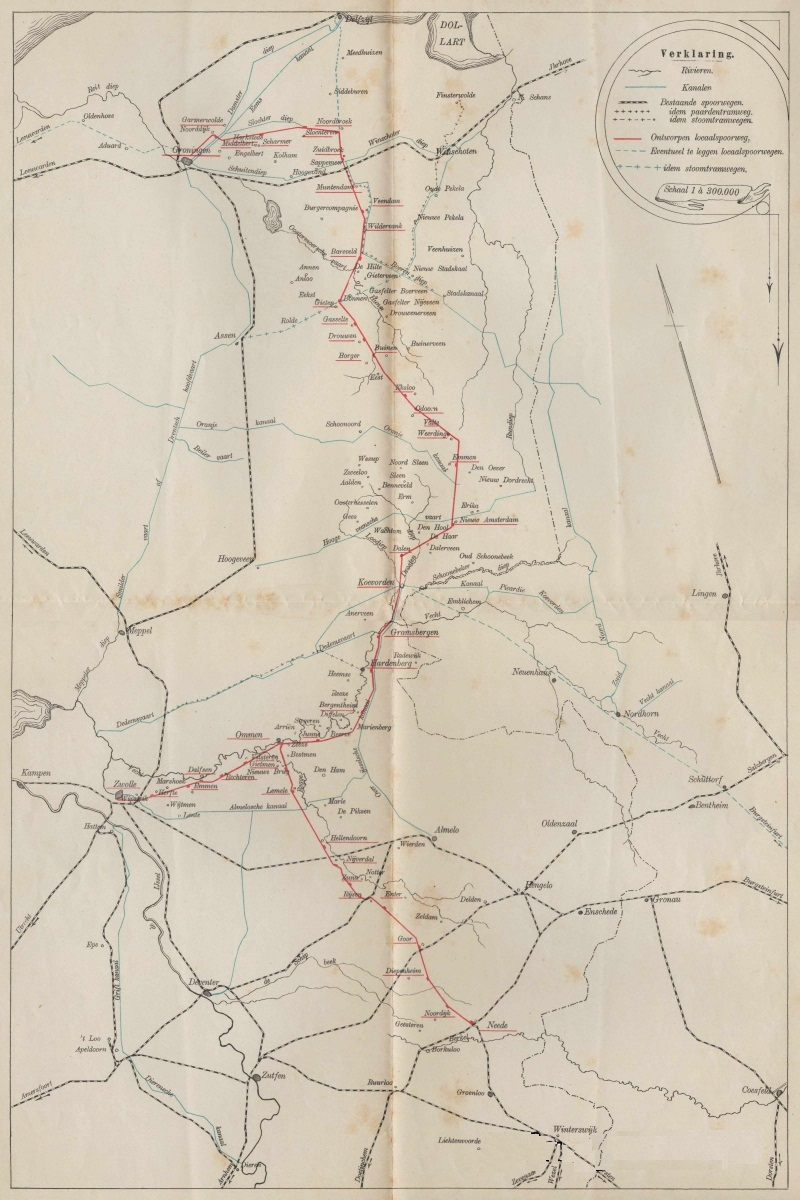
Kaart voor het eerste ontwerp van de NOLS. De rode lijn is de ontworpen spoorlijn Zwolle/Neede-Ommen-Groningen met stations, de blauwe stippellijnen zijn uitbreidingen naar Delfzijl en Burgsteinfurt (D)

De Noordoosterlocaalspoorweg-Maatschappij (NOLS) was een  spoorwegonderneming in het noordoosten van Nederland, opgericht in 1899. De NOLS legde de spoorlijn aan van Zwolle via Mariënberg, Coevorden, Emmen, Gasselternijveen, Stadskanaal, Zuidbroek naar Delfzijl, met aftakkingen van Mariënberg naar Almelo, van Coevorden naar de Duitse grens bij Laarwald en van Gasselternijveen naar Assen, en was hier tot 1938 eigenaar van. Het netwerk bestond uit de volgende spoorlijnen:
- Spoorlijn Stadskanaal - Zuidbroek
- Spoorlijn Zuidbroek - Delfzijl
- Spoorlijn Zwolle - Stadskanaal
- Spoorlijn Gasselternijveen - Assen
- Spoorlijn Mariënberg - Almelo

## Oprichting
Het initiatief voor de onderneming werd genomen door de uit Winterswijk afkomstige textiel-industrieel en tevens Tweede Kamerlid Jan Willink, bijgenaamd Spoor-Jan. Hij had eerder de Nederlandsch-Westfaalsche Spoorweg-Maatschappij (NWS) en de Geldersch-Overijsselsche Lokaalspoorweg-Maatschappij (GOLS) opgericht. De NOLS was in zijn plannen een noodzakelijke schakel voor een railverbinding vanaf de Duitse grens bij Winterswijk tot aan de Noordzee. De zeehaven Harlingen had zijn voorkeur. Maar uiteindelijk was hij ook tevreden met een verbinding naar Delfzijl. In 1888 diende hij een aanvraag voor een concessie in en in 1890 kreeg hij de ontwerpconcessie. In de aanvraag was voorzien in een lijn van Neede naar Ommen, waardoor het NOLS-net zou aansluiten op het net van de reeds bestaande GOLS-lijnen in Twente en de Achterhoek. Deze belangrijke verbinding tussen de NOLS- en de GOLS-lijnen is er evenwel nooit gekomen. Wel is later door de Locaalspoorweg-Maatschappij Neede-Hellendoorn de Spoorlijn Neede - Hellendoorn aangelegd. 
Daarna verliep het verder ontwikkelen van de spoorlijn moeizaam, onder andere door meningsverschillen met de regering. De plannen ondergingen diverse wijzigingen. In 1896 overleed Jan Willink, waarna zijn zoon A. Willink het initiatief overnam. Minister Lely loodste in 1898 de wet voor de NOLS door het parlement.
De maatschappij werd in 1899 opgericht. De onderneming kreeg Zwolle als vestigingsplaats. In datzelfde jaar kreeg de maatschappij de definitieve concessie en werd een contract gesloten met de Staatsspoorwegen voor de exploitatie van lijn. Voor het ontwerpen van de gebouwen van de NOLS, zoals stations en haltegebouwen, nam de maatschappij de architect Eduard Cuypers, een neef van P.J.H. Cuypers, in de arm. Deze had eerder ook het stationsgebouw van 's-Hertogenbosch gebouwd. De stations werden geclassificeerd en elke klasse kreeg een vast basisontwerp, waarbinnen wel gevarieerd werd.

## Bouw en exploitatie
Met de bouw van de lijn werd in 1901 begonnen. In 1903 werd het eerste deel van de spoorlijn, van Zwolle tot Ommen, in gebruik genomen. In 1905 werd geleidelijk aan de rest van de lijn naar Stadskanaal in gebruik genomen. Deze lijn was 107 kilometer lang. Op 15 juni 1905 werd ook het ca 30 kilometer lange traject van Assen via Gasselternijveen naar Stadskanaal geopend. Tussen Gieten en Gasselte passeerde de lijn de Hondsrug en de beklimming ervan was te steil voor de trein. Daarom werd hier met de schop een insnijding uitgegraven door het keileem, om de helling minder steil te maken.
De 19 kilometer lange aftakking van Mariënberg naar Almelo volgde in 1906. De lijn van Zuidbroek naar Delfzijl met een lengte van 26 kilometer en het 22 kilometer lange traject van Stadskanaal naar Zuidbroek werden in 1910 geopend. Dit laatste gedeelte doorsneed een gebied met veel smalle percelen. Hiervoor waren 91 onteigeningsprocedures nodig, op een totaal van 105 voor de hele lijn van de NOLS. Tussen Stadskanaal en Bareveld volgde de lijn de Semslinie. In Zuidbroek was een aansluiting op de lijn van de Staatsspoorwegen van Groningen naar Nieuweschans. In 1910 werd als de laatste de lijn tussen Coevorden en Laarwald bij de Rijksgrens met Duitsland geopend. Dit laatste gedeelte werd niet, zoals de rest van de lijnen van de NOLS, door de Staatsspoorwegen geëxploiteerd, maar door de Bentheimer Kreisbahn en haar opvolger de Bentheimer Eisenbahn (BE).
De belangrijkste locomotievendepots langs de lijn bevonden zich in Stadskanaal en Coevorden. In 1921 en 1922 werd het gedeelte tussen Gasselternijveen en Stadskanaal dubbelsporig gemaakt. Vanaf 1924 werd voor de dagelijkse trein die pendelt tussen Zwolle en Emmen gebruikgemaakt van een motorrijtuig, de omC. In 1930 werden de motorrijtuigen die bedoeld waren voor de Woldjerspoorlijn, de omBC, ook ingezet tussen Delfzijl en Zuidbroek. In december 1934 werd deze lijn tussen Zuidbroek en Weiwerd gesloten. Het resterende deel van de lijn, tussen Weiwerd en Delfzijl, bleef in gebruik bij de Woldjerspoorlijn. In 1938 werd de spoorlijn door de Nederlandse Spoorwegen genaast en werd de NOLS ontbonden. Het gedeelte dat geëxploiteerd werd door de BE kwam in handen van deze maatschappij. Het depot in Coevorden werd gesloten. 
De NS wenste de NOLS-lijnen te reorganiseren. Met ingang van 2 oktober 1938 zou al het personenverkeer worden stopgezet. Op de lijn Almelo – Mariënberg – Coevorden – Emmen, de lijn Assen – Stadskanaal en de lijn Wildervank – Zuidbroek zou nog goederenvervoer kunnen plaatsvinden. Alle overige trajecten wenste men af te breken. De gemeente Ommen en een actiecomité in de Veenkoloniën, onder leiding van de burgemeester van Veendam, wezen de Minister van Waterstaat erop dat busvervoer geen alternatief was vanwege de slechte wegen in de regio. Ook de minister van Defensie bleek tegen, omdat de lijnen van de NOLS een strategisch belang hadden. Naast de verbinding Zwolle – Meppel was dit namelijk de enige spoorverbinding naar Noord-Nederland.

## Na de opheffing van de NOLS
Gedeelten van de spoorlijnen die door de NOLS zijn aangelegd zijn in de loop van de tijd uit bedrijf genomen en opgebroken. Dat begon direct na de opheffing van de NOLS. Na twee onderbrekingen – van 1938 tot 1940 en 1942 tot 1945 (in deze laatste periode is het spoor opgebroken geweest) – werd het reizigersvervoer tussen Emmen en Gasselternijveen in november 1945 definitief gestaakt, gevolgd door het goederenvervoer later dat jaar. In 1946 werd het gedeelte Weerdinge – Buinen opgeheven, in 1964 het deel Gasselternijveen – Buinen. In 1972 volgde opheffing van Emmen – Weerdinge. Dit lijngedeelte werd in 1979 opgebroken.
In 1947 stopte het reizigersvervoer tussen Stadskanaal en Assen. Het goederenvervoer op deze lijn was tot ver in de jaren zestig nog van betekenis, maar uiteindelijk werd dat ook beëindigd. Na een mislukte poging om deze lijn tot een museumlijn om te zetten, werd hij in 1977 opgebroken. 
In 2007 is het gedeelte van Zwolle tot Emmen in gebruik voor reizigersvervoer door de NS en voor goederenvervoer door ACTS (tot januari 2014), Bentheimer Eisenbahn en DB Cargo. Het gedeelte van Mariënberg tot Almelo is in gebruik voor reizigersvervoer bij Arriva en wordt ook voor goederenvervoer gebruikt. Tussen Zuidbroek en Stadskanaal is het reizigersverkeer gestaakt in 1953. Het gedeelte van Veendam tot Zuidbroek wordt nog gebruikt voor goederenvervoer en is op 1 mei 2011 heropend voor reizigersvervoer, als onderdeel van een halfuurdienst Veendam – Groningen, geëxploiteerd door vervoerbedrijf Arriva. Het gedeelte van Stadskanaal tot Veendam is onderdeel van de museumspoorlijn van Stadskanaal Rail (Star). De overige delen van de lijn zijn opgebroken. 
De spoorlijn Zwolle – Emmen is in 1987 geëlektrificeerd. De baanvakken Zwolle – Dalfsen en Mariënberg – Gramsbergen zijn dubbelsporig. De maximumsnelheid tussen Zwolle en Mariënberg is 140 km/h en tussen Mariënberg en Emmen 130 km/h. Op Mariënberg – Almelo is de maximumsnelheid 120 km/h.
Het traject Zwolle – Emmen was van 1993 tot eind 2005 het vaste inzetgebied van de Railhopper (SM '90) en daarna van de elektrische treinstellen van het type Plan V. Sinds 9 december 2012 wordt het traject Zwolle - Emmen onder de productnaam Vechtdallijnen geëxploiteerd door vervoerbedrijf Arriva, met Spurt-treinstellen. Sinds 10 december 2017 wordt de treindiensten in opdracht van de provincie Overijssel met productnaam Blauwnet gereden. 

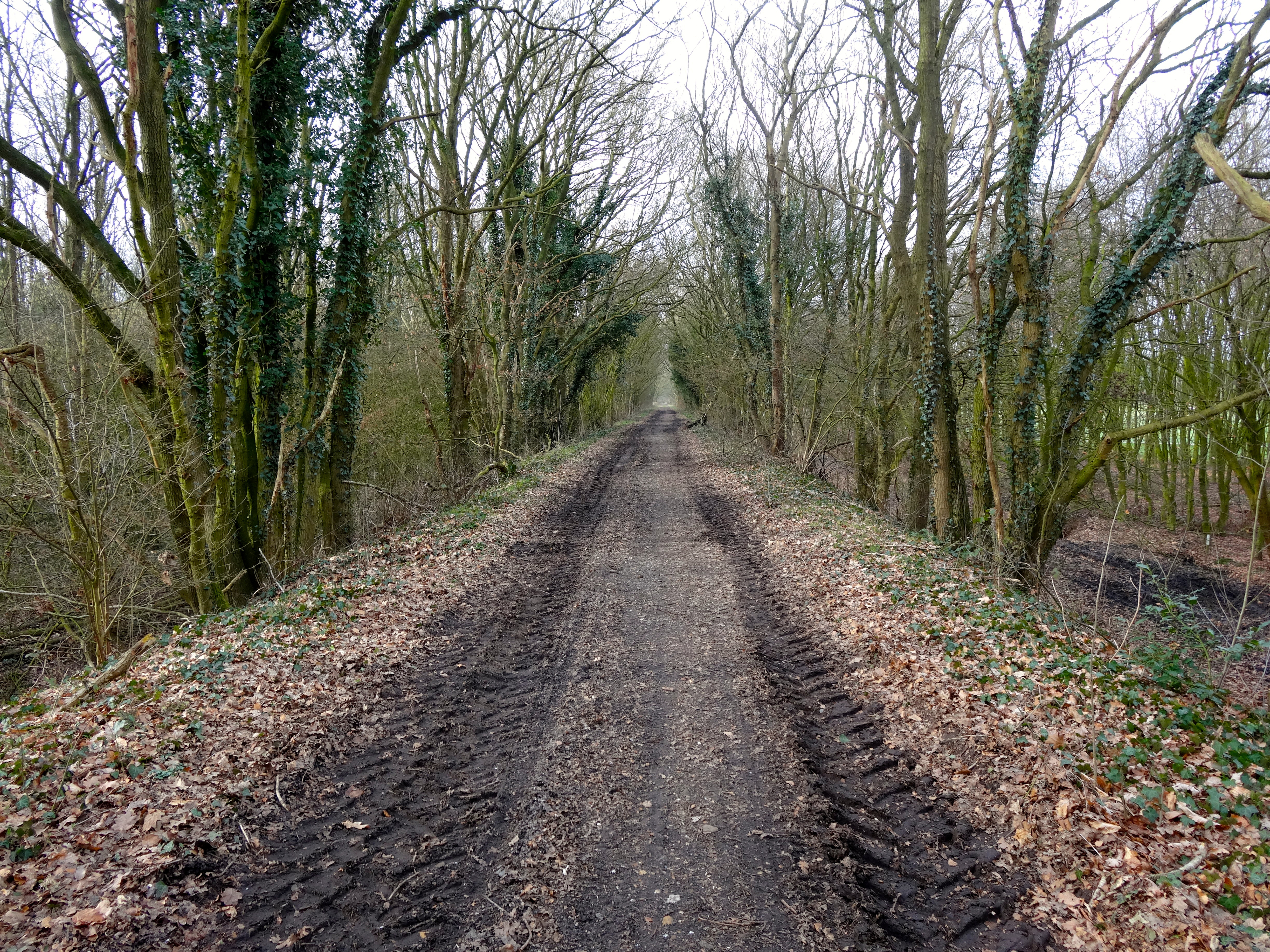
Het baanlichaam van de opgeheven spoorlijn Assen – Stadskanaal in 2014 (tussen Gasselte en Gasselternijveen)
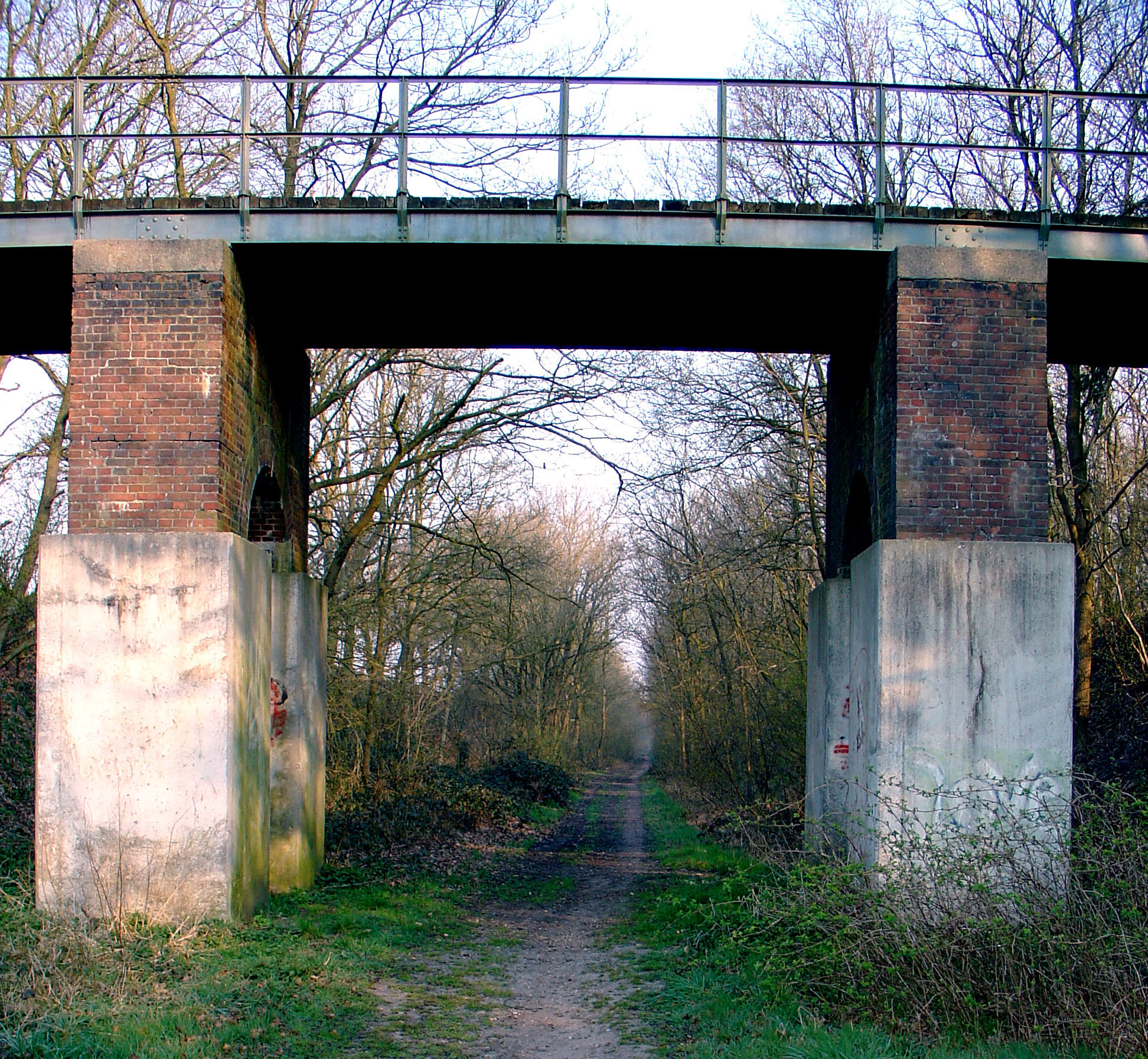
Plaats waar de Hondsrug wordt doorsneden door de spoorlijn bij Ravijnzicht bij Gasselte
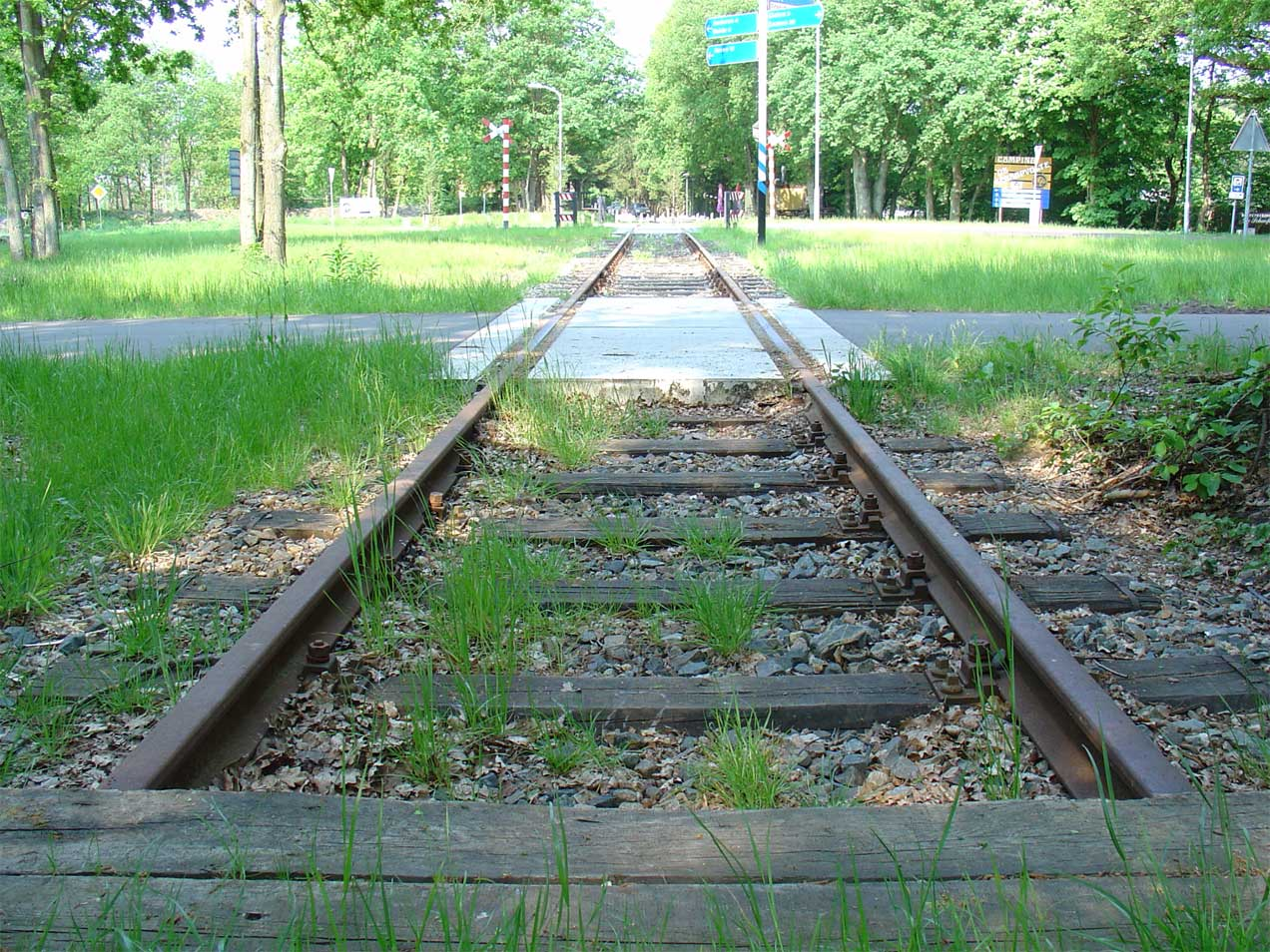
De gedeeltelijk gereconstrueerde spoorbaan bij Eexterhalte
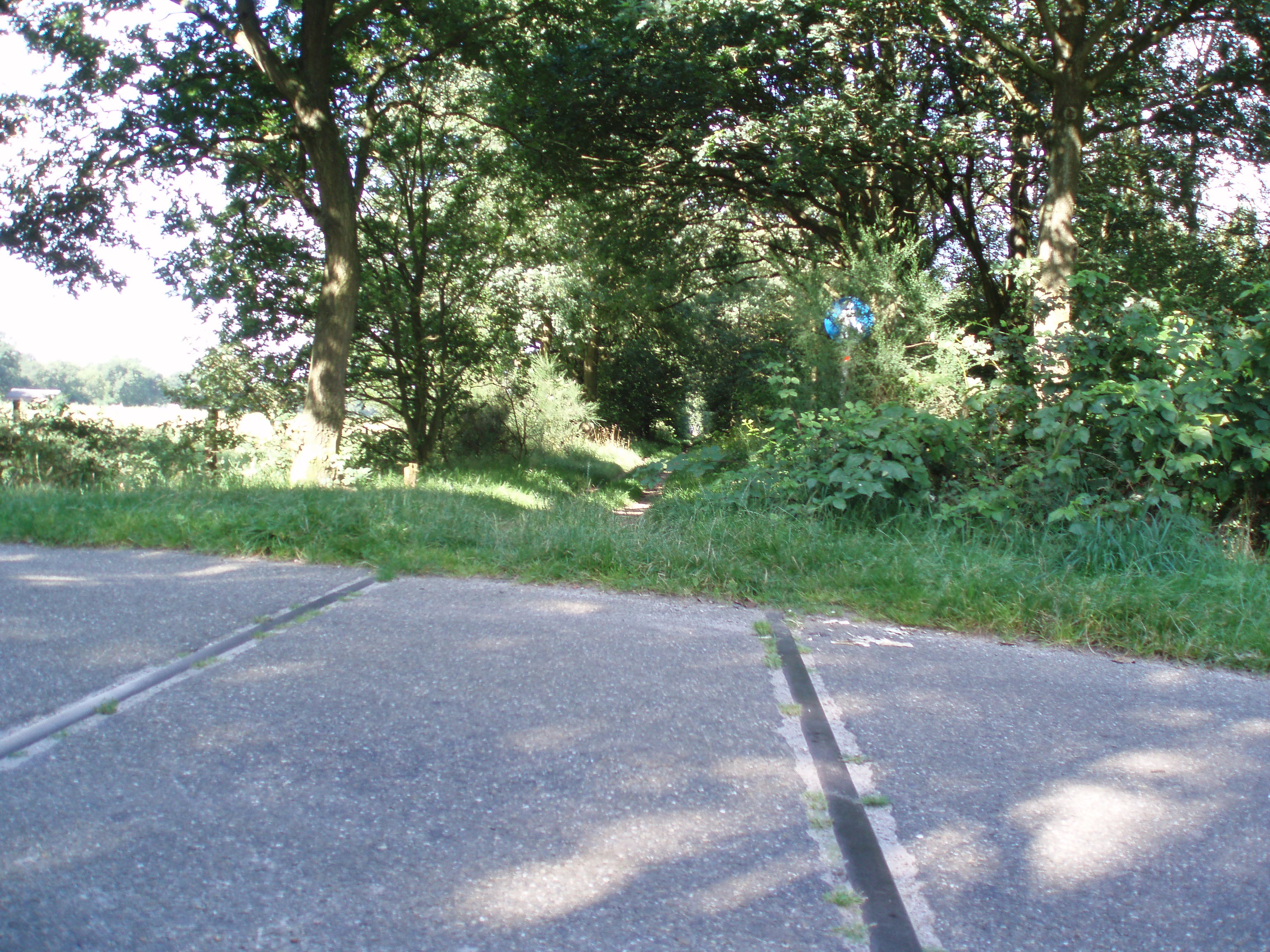
Voormalig tracé ter hoogte van Rolde
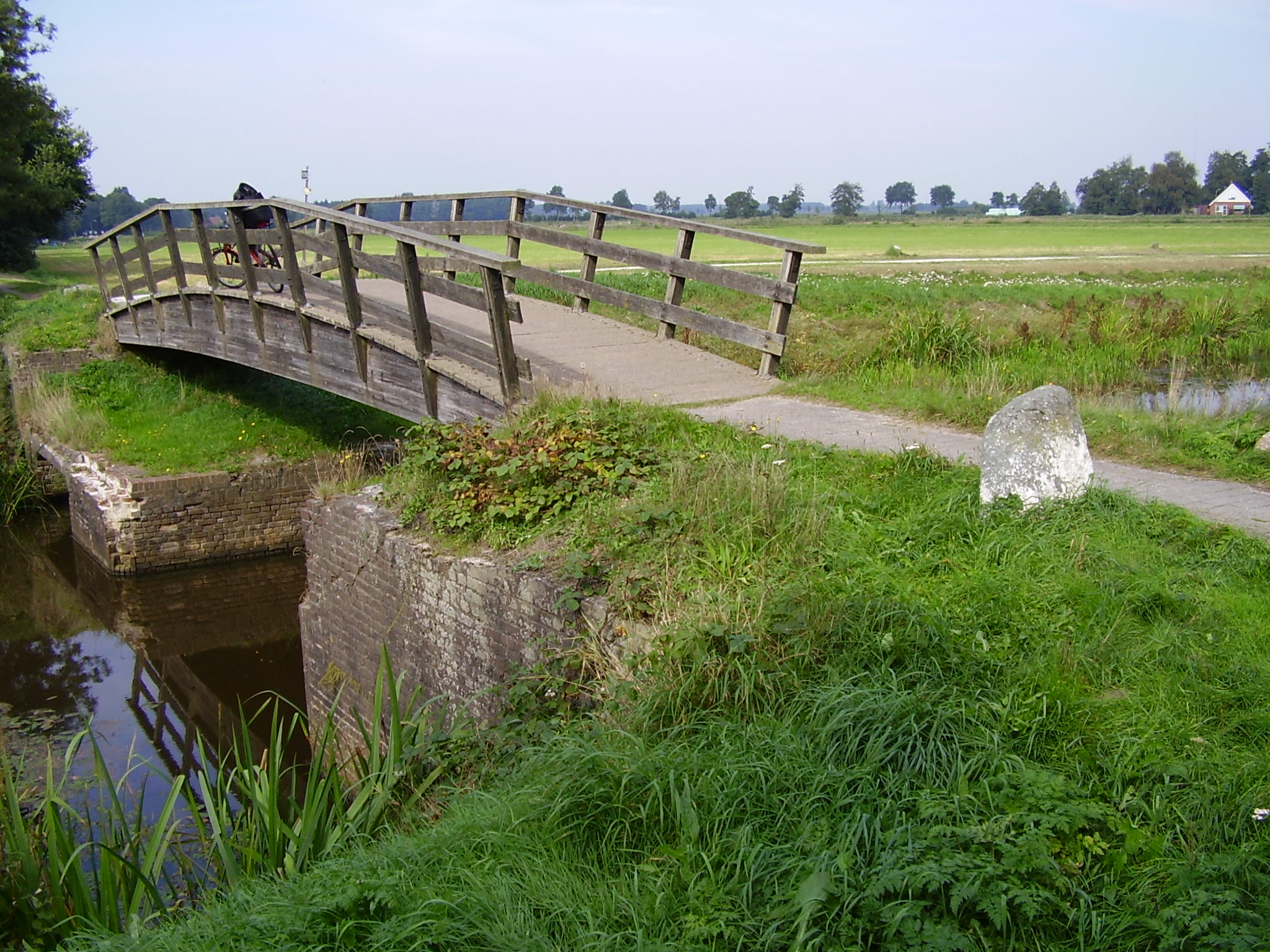
Fietsbrug op de hoofden van de oude spoorbrug over het Kanaal Buinen-Schoonoord